# Cucina palermitana
La cucina palermitana, come tutta la cucina siciliana in generale, rientra a pieno nel modello nutrizionale della dieta mediterranea, riconosciuta dall'UNESCO bene protetto nella lista dei patrimoni orali e immateriali dell'umanità nel 2010. Essa prevede l'abbondante utilizzo di alimenti di origine vegetale (frutta, verdura, ortaggi, pane e cereali, patate e legumi), di carni rosse (principalmente bovina, ovina e suina), carni bianche e il pescato che fa da fiore all'occhiello. Molto importante il consumo dei latticini, che comprende una numerosa varietà di formaggi locali e l'utilizzo dell'olio d'oliva come principale condimento e fonte di grassi. 
In Sicilia esiste un'antichissima tradizione vinicola,  per cui il vino è la principale bevanda alcolica che accompagna i pasti palermitani. Di particolare interesse è il "cibo da strada", ancora largamente diffuso, che rappresenta perfettamente i gusti dei palermitani. Molto presente anche la cultura e la tradizione culinaria araba, in particolare nei dolci. 

## Cibo da "strada"

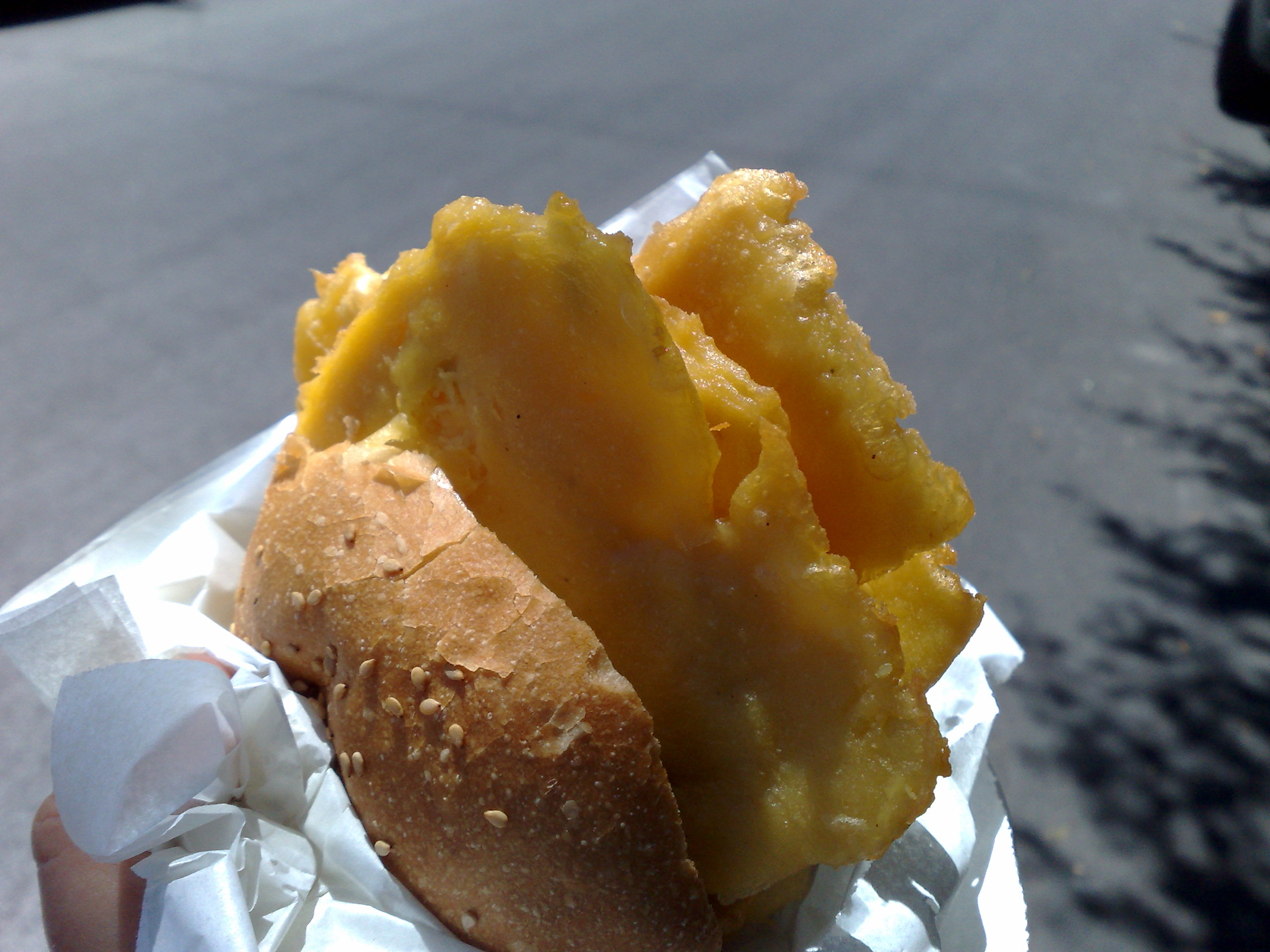
Il pane con le panelle

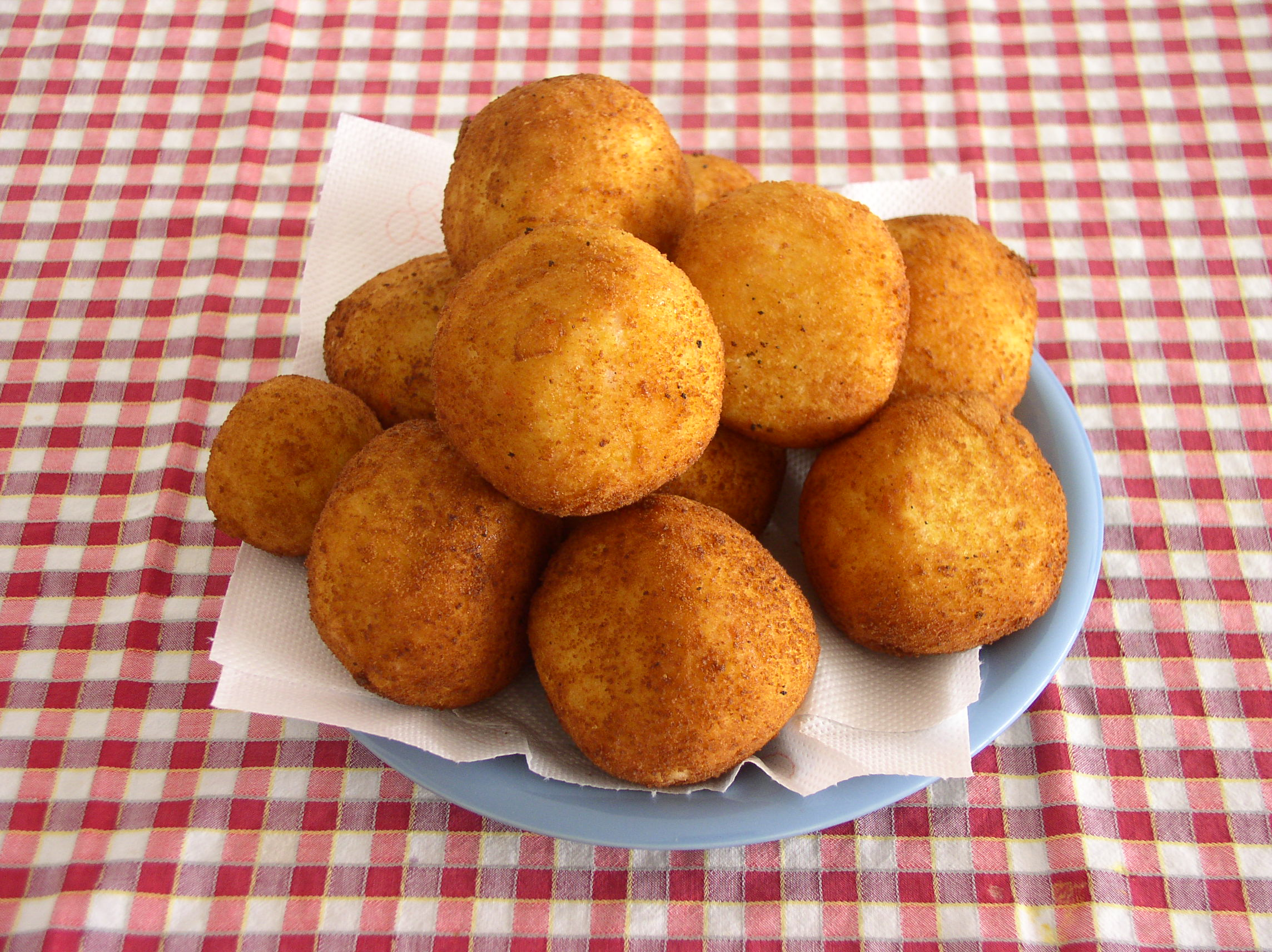
Arancina

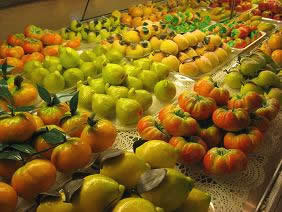
Frutta di Martorana

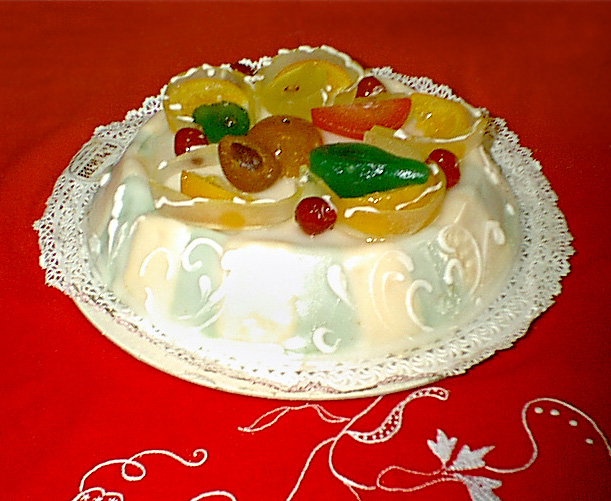
Cassata

- Arancine
- Caldume (quarùmi)
- Pannocchie bollite (pollànche)
- Frittola (frìttula)
- Pane con la milza (pani câ mèusa)
- Pane e panelle (pan'e panelle)
- Pane e crocchè (pan'e crocchè)
- Ravazzate
- Rizzuole
- Sfincione (sfinciùni)
- Stigghiola
- Vastedda fritta

## Antipasti e contorni
- Caponata (capunata)
- Cardi, broccoli e carciofi in pastella (carduna, cacòcciuli e vròcculi a pastèdda)
- Mussu e carcagnòlu
- Insalata di arance e sarde salate ('nzalata d'aranci e sardi salati)
- Fave a coniglio (Favi a cunigghiu)

## Primi piatti
- Anelletti al forno (anellètti ô furnu)
- Pasta con le sarde (pasta chî sardi)
- Spaghetti alle acciughe sotto sale e pan grattato tostato (pasta c'anciòva)[1]
- Pasta con cavolfiori alla palermitana, uva passa, pinoli e pan grattato tostato (pasta chî vròcculi arriminàti)
- Spaghetti Aglio Olio e Peperoncino.

## Secondi piatti
- Sarde a beccafico (Sardi â beccaficu)
- Polpette di sarde (purpètt'i sardi)
- Capretto con patate (crapèttu chî patati)
- Chiocciole (babbalùci)
- Carne a sfincione (carni a sfinciuni)
- Costine di maiale al sugo (pittinicchi cû sucu)
- Parmigiana di melanzane
- Carciofi ripieni al sugo (cacòcciuli attuppàti cû sucu)

## Dolci
- Biscotti di San Martino
- Buccellato (cucciddatu)
- Cannoli (cannòlu)
- Cassata
- Cuccìa
- Frutta di Martorana
- Pupi di zucchero
- Pupu cu' l'ovu
- Sfincia di San Giuseppe (sfinc'i San Giusieppi)
- Torta Savoia